# Ulawan
Ulawun (ang. Mount Ulawun) także Ulawon, Uluwun, The Father, Vatr oraz North Son – czynny stratowulkan bazaltowo-andezytowy na wyspie Nowa Brytania w Papui-Nowej Gwinei. Jeden z najbardziej aktywnych wulkanów Papui-Nowej Gwinei – od 1700 roku odnotowano 43 okresy jego erupcji, a ostatnia wystąpiła w okresie od czerwca do września 2017 roku (stan na styczeń 2018 r.).

## Położenie
Wulkan leży na północnym wybrzeżu wyspy Nowa Brytania w Papui-Nowej Gwinei. Wznosi się na północny wschód od sąsiadującego z nim bliźniaczego wulkanu Bamus. Ulawun nazywany jest również North Son (pol. „Północnym Synem”) a Bamus – South Son (pol. „Południowym Synem”).

## Opis
Wulkan zbudowany jest ze skał bazaltowych i andezytowych, tworząc prawie symetryczny stożek, którego symetrię zaburza długa skarpa na południowym stoku. Skarpa ta może świadczyć o zawalaniu się wulkanu w dalekiej przeszłości, który mógł zwalić się do oceanu i wywołać tsunami.
Wulkan wznosi się na wysokość 2334 m n.p.m. Jego stoki powyżej 1000 m n.p.m. są pozbawione roślinności, a tuż przy szczycie ich nachylenie wynosi 35°.
Ulawun jest jednym z najbardziej aktywnych wulkanów Papui-Nowej Gwinei. Od 1700 roku odnotowano 43 okresy jego erupcji, ostatnia wystąpiła w okresie od czerwca do września 2017 roku (stan na styczeń 2018 r.). Erupcje do 1967 roku były łagodne, natomiast po 1970 roku charakter wystąpiło kilka większych wybuchów ze strumieniami lawy i bazaltowymi potokami piroklastycznymi, które przekształciły krater na szczycie. Najsilniejsza erupcja – o sile 4 według Indeksu Eksplozywności Wulkanicznej – miała miejsce w 2000 roku.

## Historia
Erupcję Ulawun opisał w 1700 roku brytyjski żeglarz odkrywca William Dampier (1652–1715) podczas wyprawy badawczej do wschodnich wybrzeży Australii.
W 1878 roku lord Lord Baden-Powell (1857–1941) opisał wulkany na Nowej Brytanii, nadając im nazwy zainspirowane lokalnymi podaniami: The Father (Likuruanga), The North Son (Ulawun) and The South Son (Bamus). Według lokalnych podań spisanych przez misjonarzy, Ulawun pewnego dnia zszedł z góry paląc tytoń i spotkał kobietę z plemienia Nakanai, z którą po ślubie zamieszkał na górze, gdzie po wsze czasy razem palą i tupią, co powoduje, że góra wydycha ogień a ziemia drży. Para miała syna, który po opuszczeniu rodzinnego domu, osiadł na sąsiedniej górze, którą nazwał swoim imieniem – Bamus, gdzie bez przerwy palił, wydychał ogniem i rzucał na dół kamieniami.
Pierwszymi Europejczykami, którzy weszli na Ulawun byli wulkanolodzy N.H.Fisher i C.E. Stehn w 1937 roku.